# Coprinopsis nivea
Coprinopsis nivea (Christian Hendrik Persoon, 1801 ex Redhead, Vilgalys & Moncalvo și alții, 2001)  sin. Coprinus niveus (Christian Hendrik Persoon, 1801 ex Elias Magnus Fries, 1838), din încrengătura Basidiomycota, în familia Psathyrellaceae și de genul Coprinopsis, este o ciupercă saprofită, necomestibilă, fiind cunoscută în popor sub denumirea băleguță, bălegar alb sau albă de zăpadă. Acest soi destul de răspândit în România, Basarabia și Bucovina de Nord se dezvoltă solitar sau în grupuri mici peste tot unde se găsesc grămezi de gunoi proaspăt, preferând baligă de vaci sau cai. Uneori crește și în păduri de foioase pe sol bogat, prin frunziș aflat în descompunere. În același loc pot apărea mai multe serii succesive. Timpul fructificației este din iunie (iulie) până în decembrie.
Epitetul este derivat din cuvântul latin (latină niveus=alb ca zăpada), datorită aspectului exterior al ciupercii în tinerețe.

## Taxonomie
Numele binomial, Agaricus niveus, a fost determinat de savantul bur (Christian Hendrik Persoon în volumul 2 al operei sale Synopsis methodica Fungorum din 1801. Apoi, în 1838, renumitul savant suedez Elias Magnus Fries a transferat soiul la genul Coprinus sub păstrarea epitetului, de verificat în cartea sa Epicrisis systematis mycologici, seu synopsis hymenomycetum. Această denumire se mai găsește în unele cărți micologice de descriere până în prezent.
Valabilă însă este în momentul de față (2020) denumirea Coprinopsis nivea, creată de micologii Scott Alan Redhead, Rytas Vilgalys și Juan Rodriguez Moncalvo și publicată în volumul 50 al jurnalului științific Taxon din 2001.
Toate celelalte încercări de redenumire sunt valabile sinonim, dar, fiind nefolosite, neglijabile.

## Descriere
- Pălăria: are un diametru de 2-4 cm și o înălțime de 3-4 cm, este inițial semisferică până ovoidală, la maturitate asemeni unui clopot cu marginea franjurată care crapă mai târziu în sens radial, fiind din ce în ce mai mult curbată în sus. La bătrânețe devine negricioasă și se lichefiază. Cuticula, până la descompunere albă ca zăpadă sau calcarul, este acoperită dens cu fulgi făinoși-tărâțoși, lipicioși și ușor detașabili.
- Lamelele: de aceiași culoare cu pălăria sunt foarte dese și înguste, aproape libere, fiind la început albe, apoi gri-cenușii și în sfârșit negre, până ce se dizolvă în final și ele.
- Piciorul: are o lungime de până la 12 cm și o lățime de 0,3-0,7 cm, este cilindric cu baza îngroșată, fragil și gol pe dinăuntru, suprafața fiind albă, făinos-lânoasă, cu un aspect fin flocos. Nu prezintă un inel.
- Carnea: este foarte subțire, moale și fragilă, cu un colorit gri, ce se dizolvă în vârstă într-o substanță neagră. Mirosul este imperceptibil și gustul nesemnificativ, fără nici o aromă.
- Caracteristici microscopice: Sporii roșiatic-negricioși, netezi, neamiloizi (nu se decolorează cu reactivi de iod) precum foarte mari și conici în vârf, au forma de lămâie, poartă un por de germen central, având o mărime de 12-18 × 8,5-11 x 11-14 microni. Pulberea lor este neagră. Basidiile pe alocuri cu catarame și 4 sterigme fiecare sunt clavate. Cheilocistide (elemente sterile situate pe muchia lamelor) numeroase sunt și ele clavate, măsurând 30-100 x 20-60 microni, iar pleurocistidele fusiforme (cistide situate în himenul de pe fețele lamelor) în număr mai mic cu 150 x 25-60 microni.
- Reacții chimice: nu sunt cunoscute.[5][6][11]

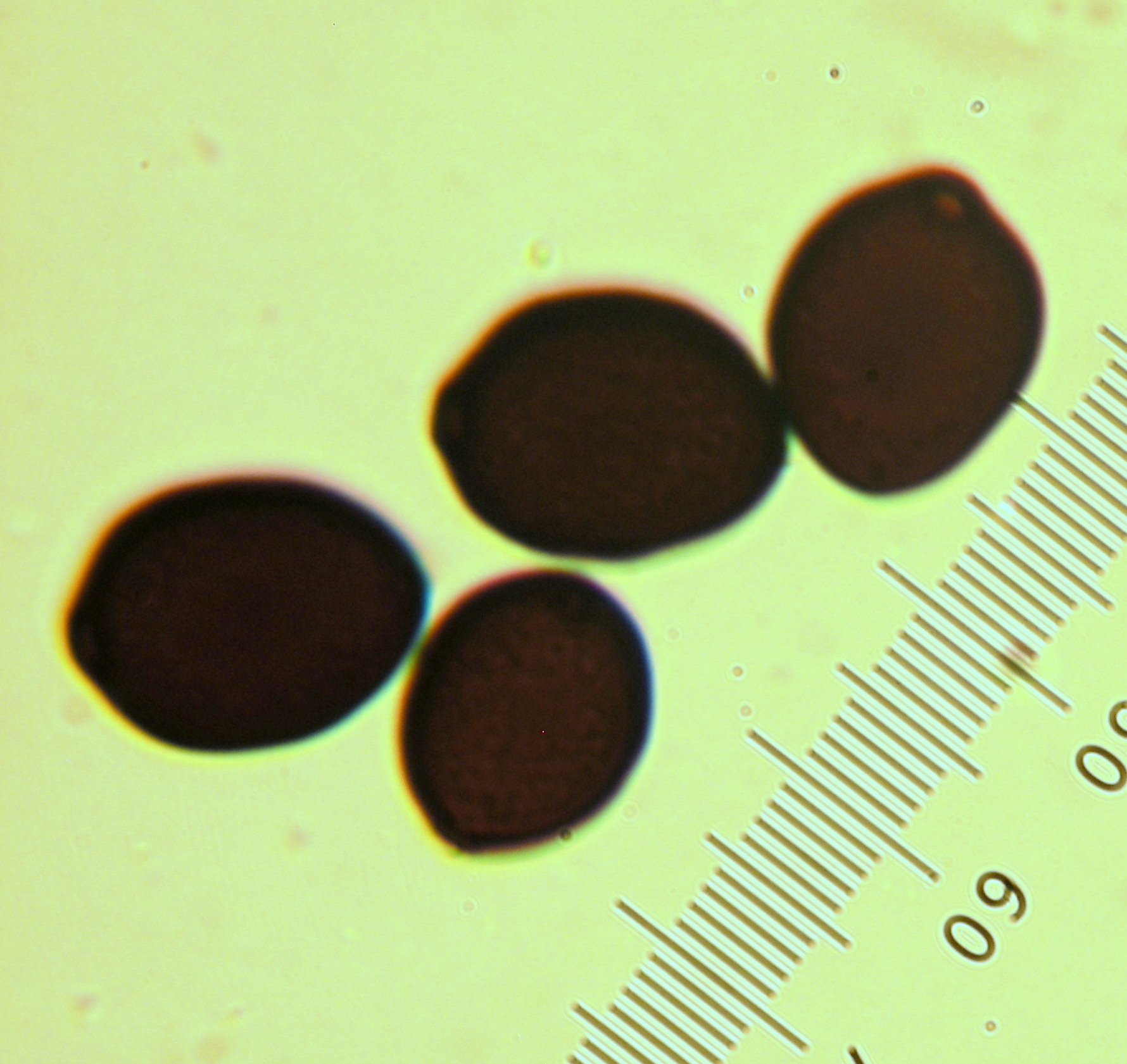
C. nivea, spori
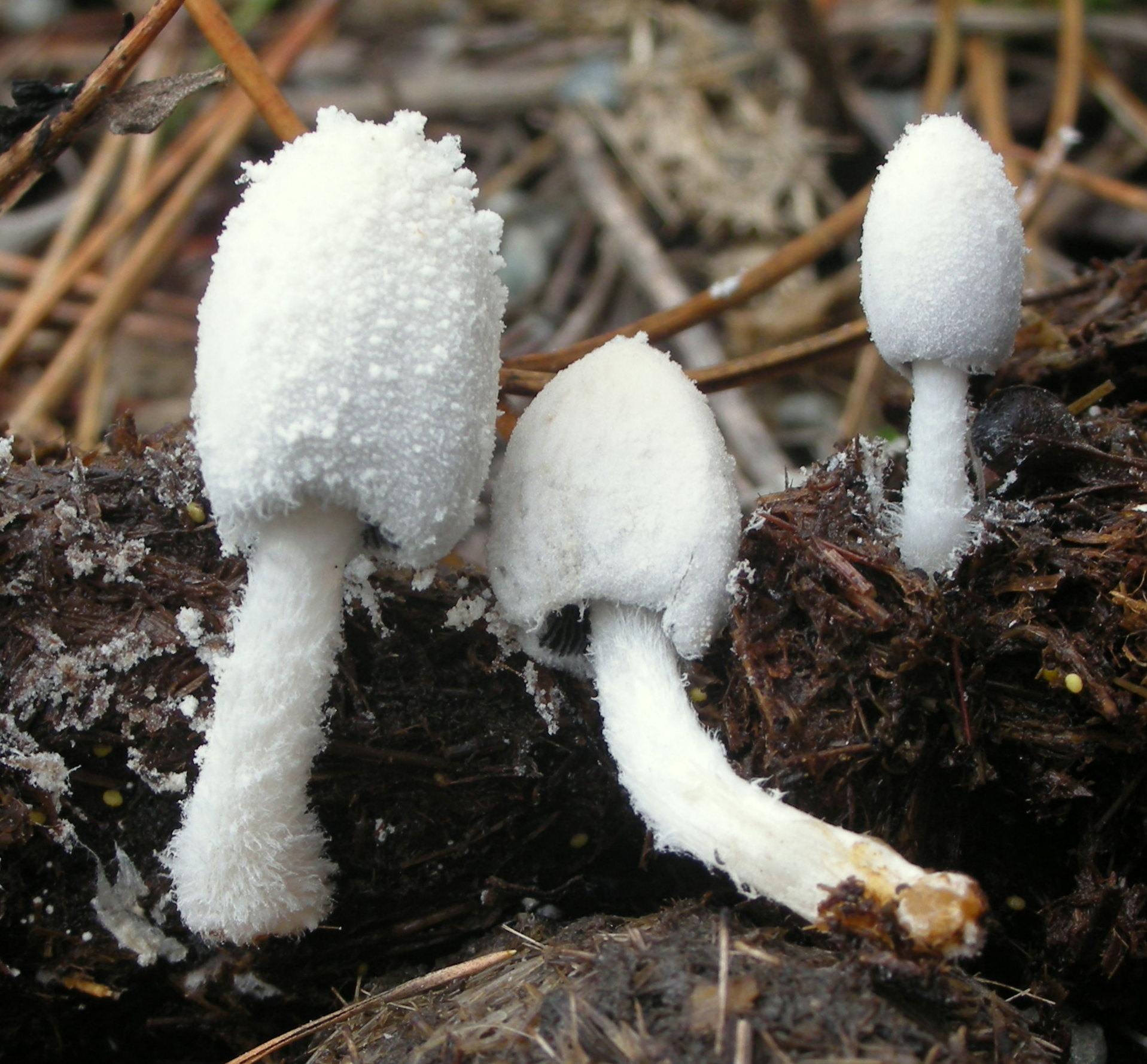
C. nivea mai tineri
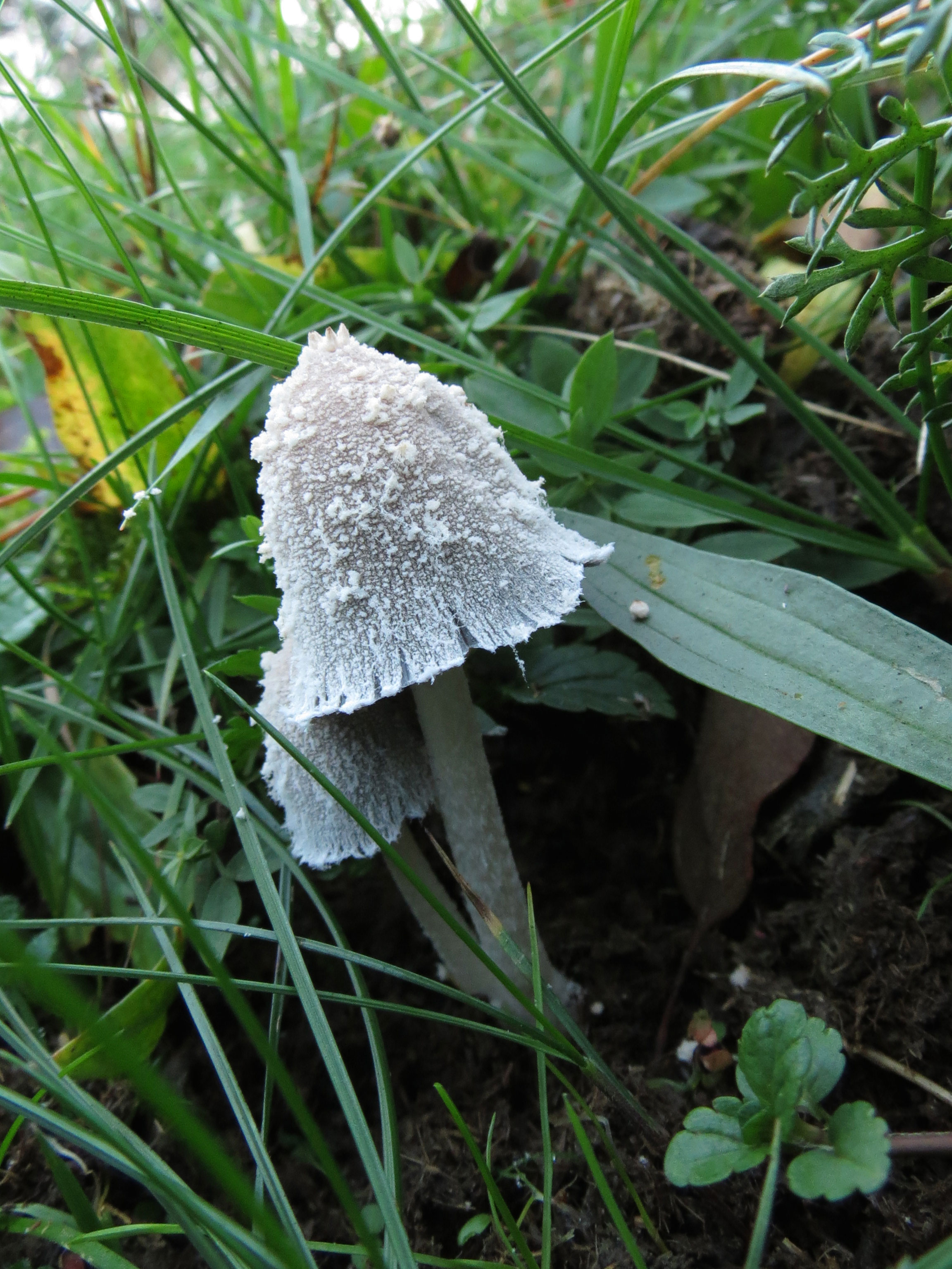
C. nivea mai bătrână

## Confuzii
Băleguțele pot fi confundate cu alte specii ale genului mai mult sau mai puțin comestibile, dar parțial toxice în legătură cu consumul de alcool, ca de exemplu: Coprinellus bisporus, Coprinellus disseminatus, Coprinellus domesticusus, Coprinopsis acuminata, Coprinopsis alopecia, Coprinopsis candida Coprinopsis cinerea, Coprinopsis jonesii, Coprinopsis lagopus, Coprinopsis phlyctidospora, Coprinopsis romagnesiana, Coprinopsis variegata și Parasola plicatilis.

## Ciuperci asemănătoare în imagini

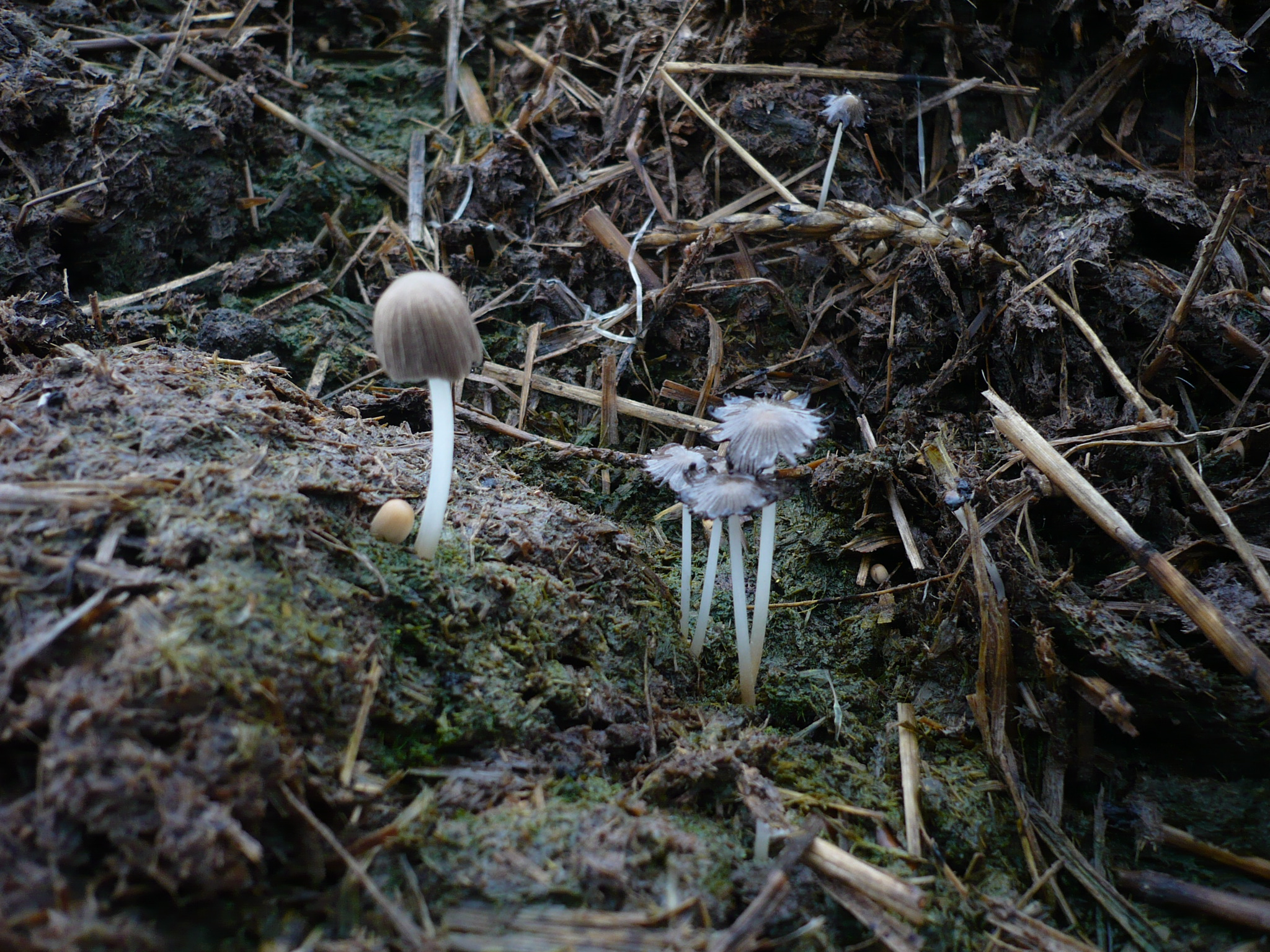
Coprinellus bisporus
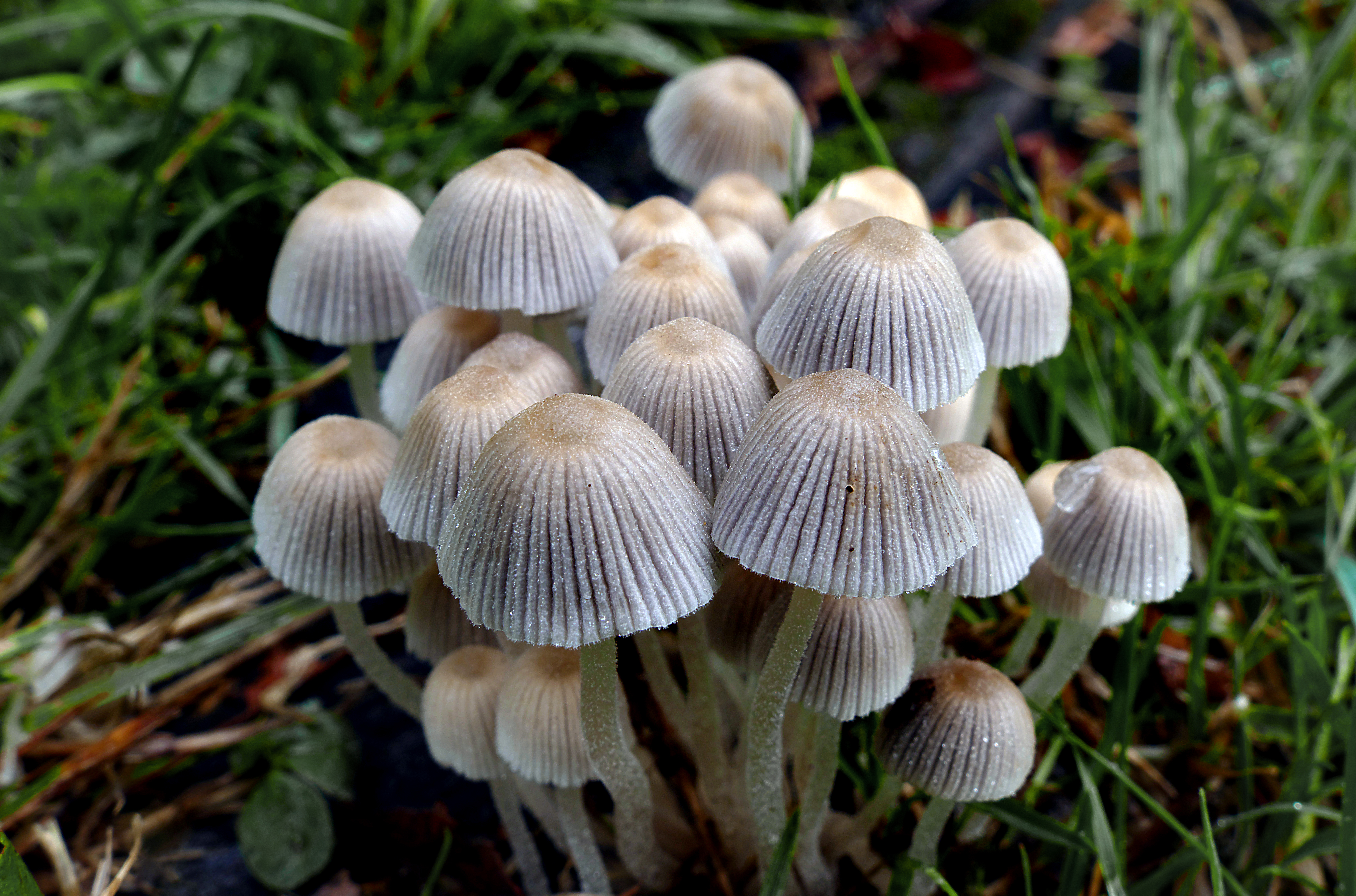
Coprinellus disseminatus
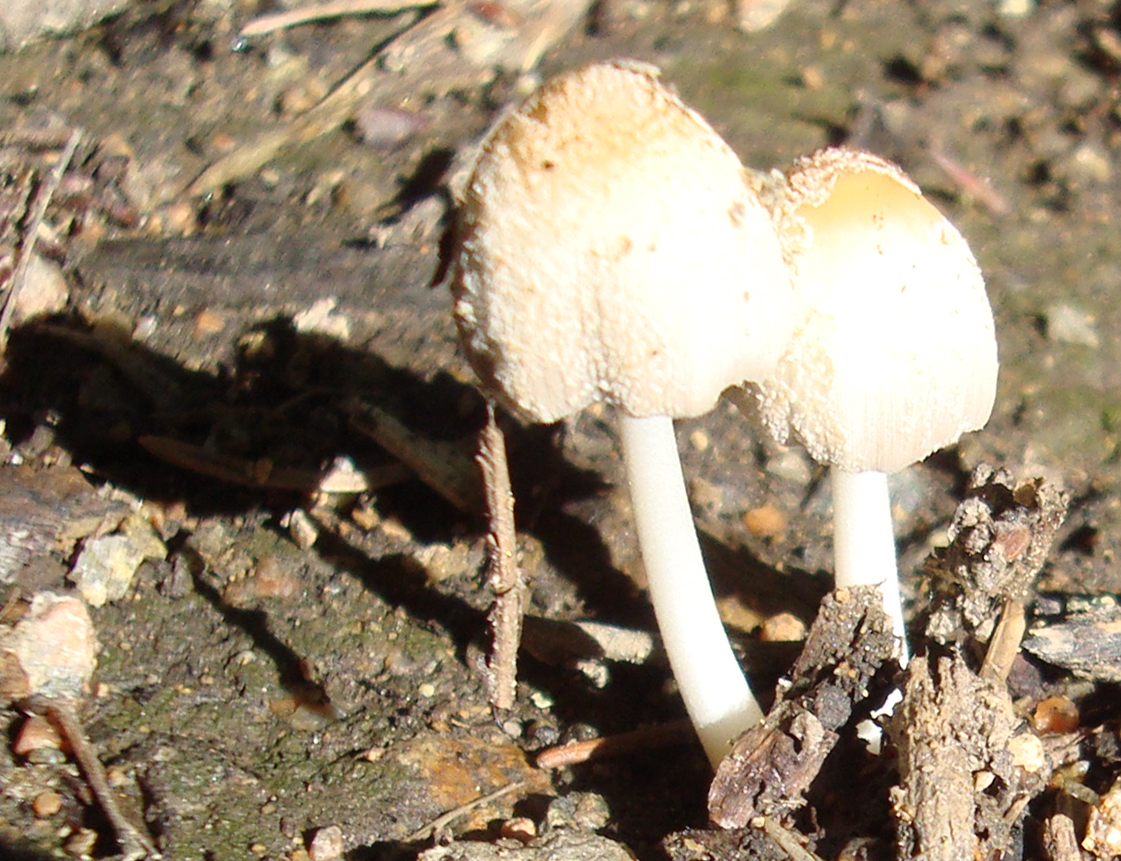
Coprinellus domesticus
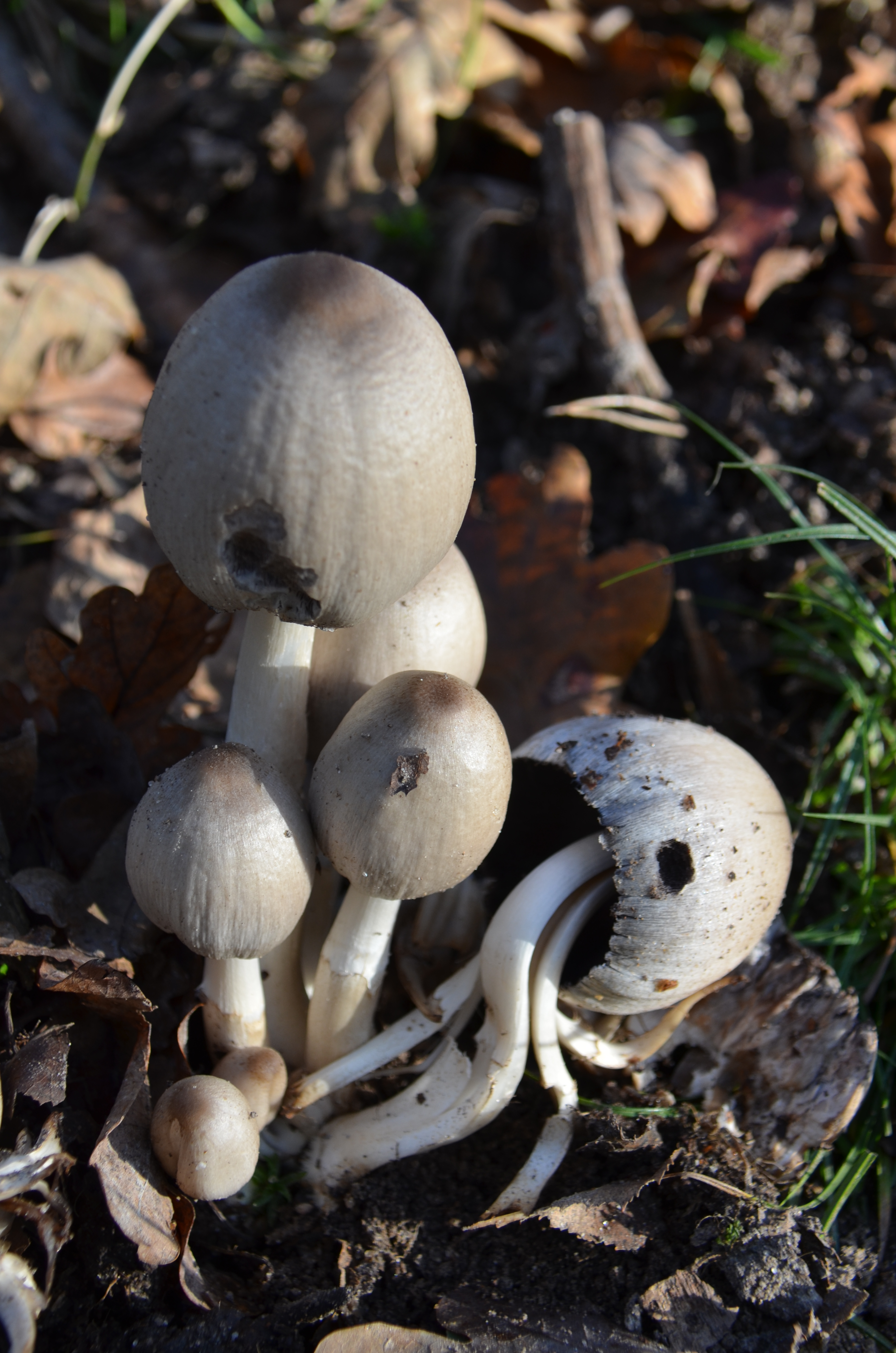
Coprinopsis acuminata
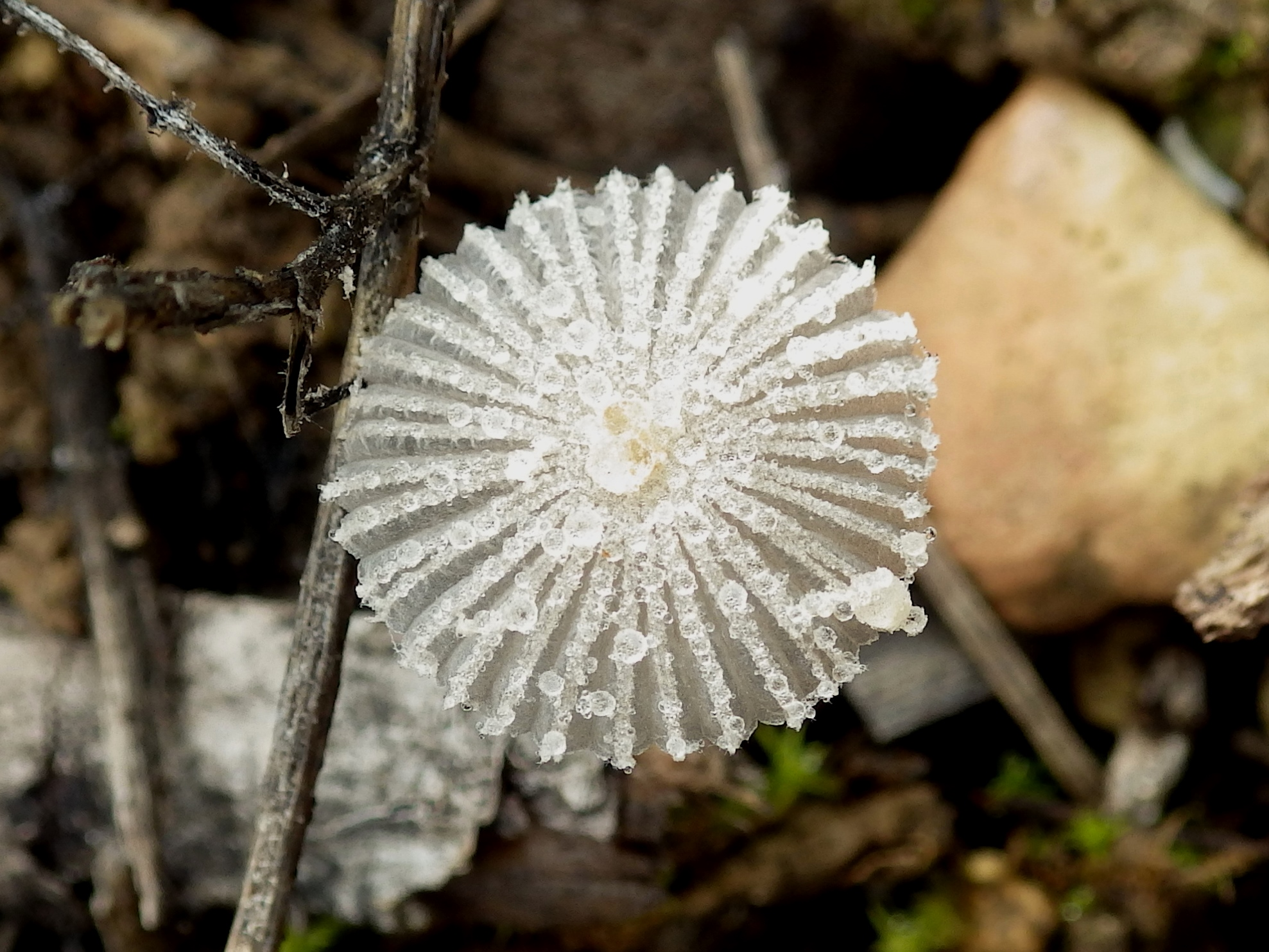
Coprinopsis candidata
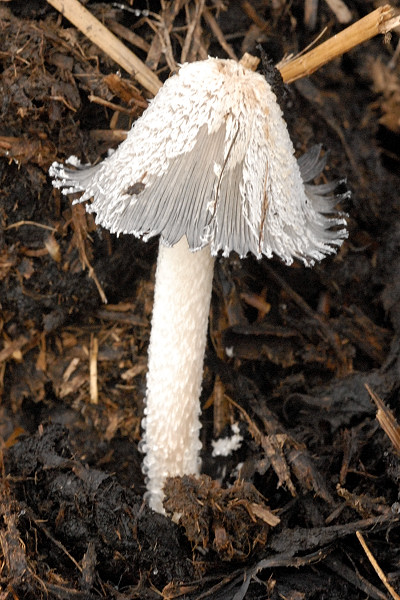
Coprinopsis cinerea
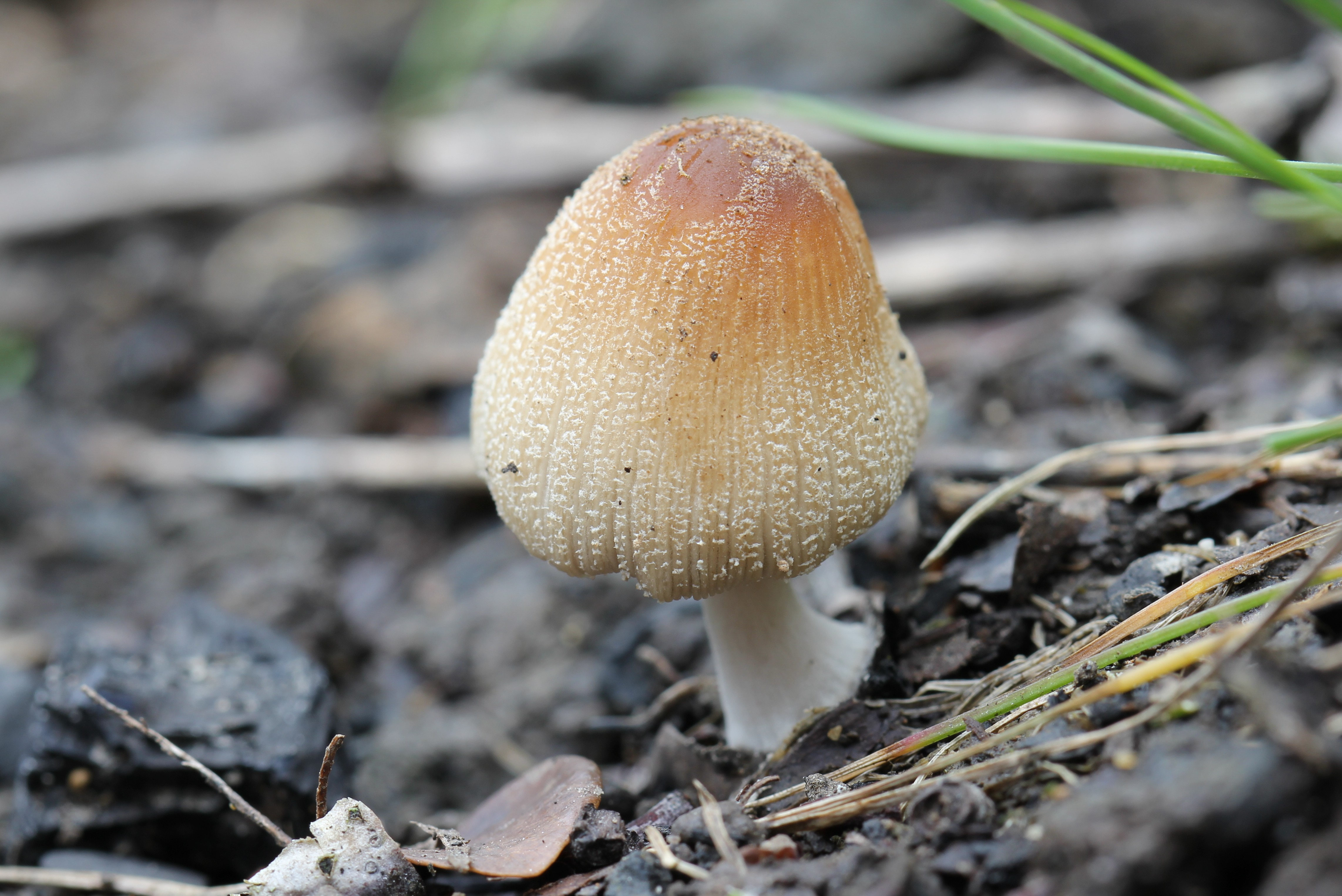
Coprinopsis jonesii

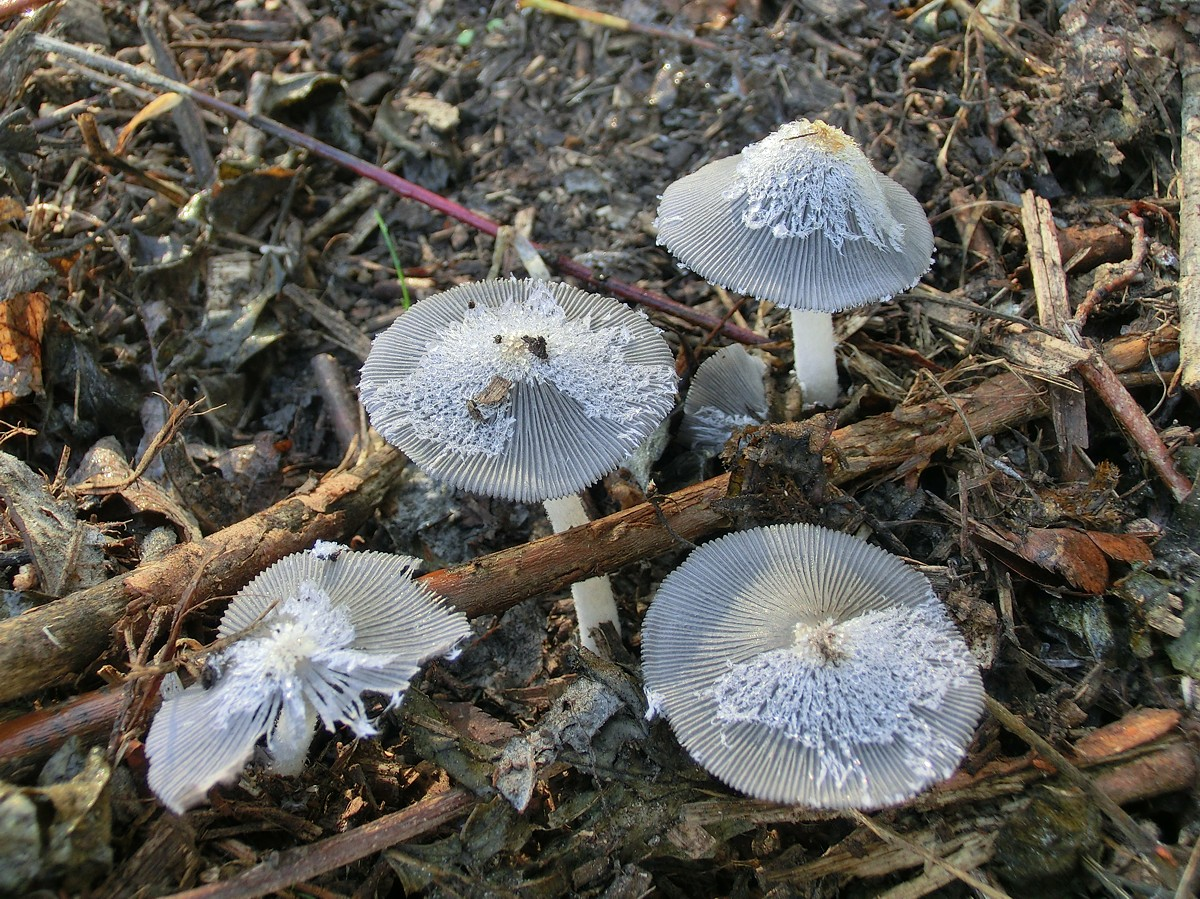
Coprinopsis lagopus
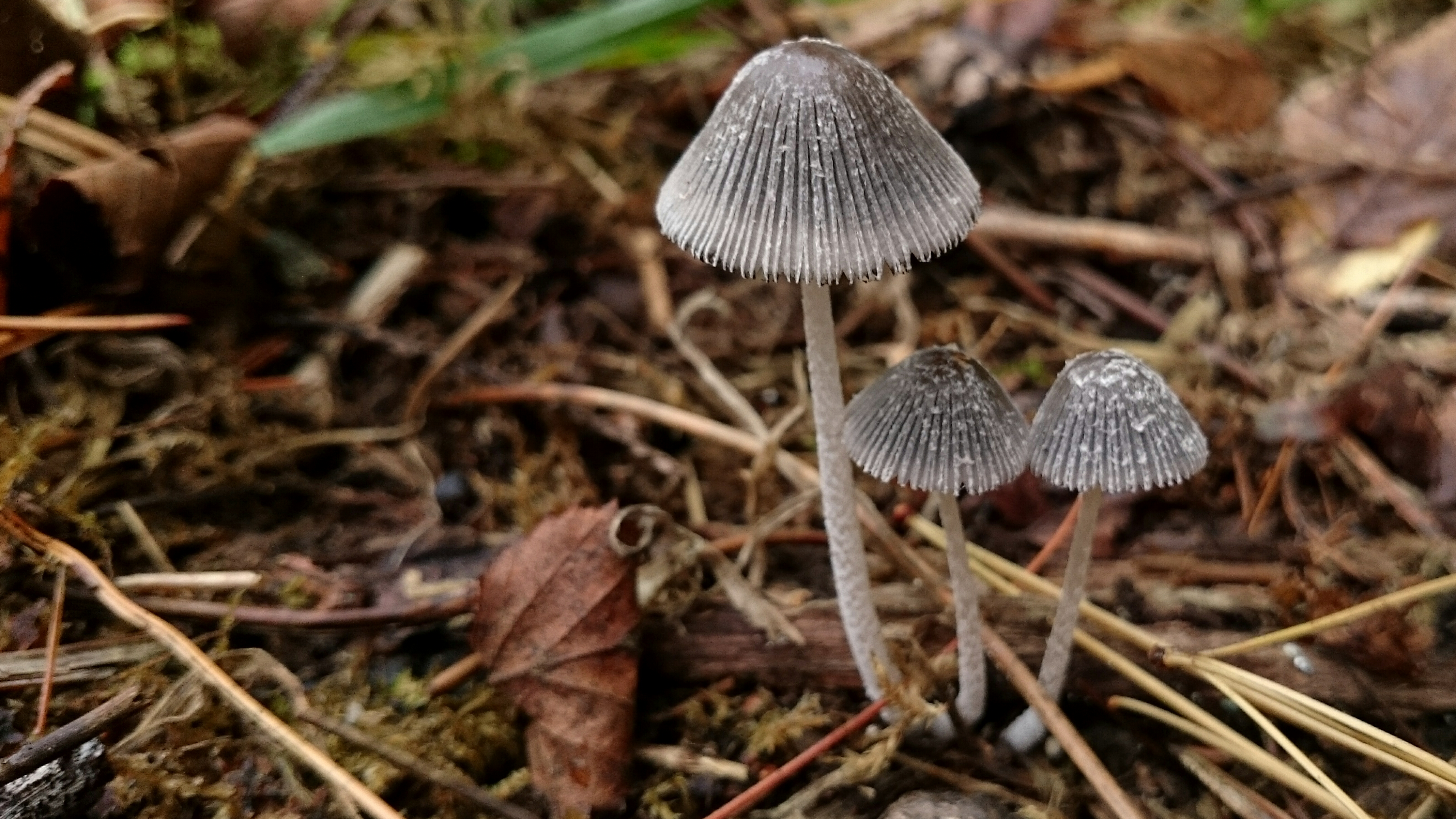
Coprinopsis phlyctidospora
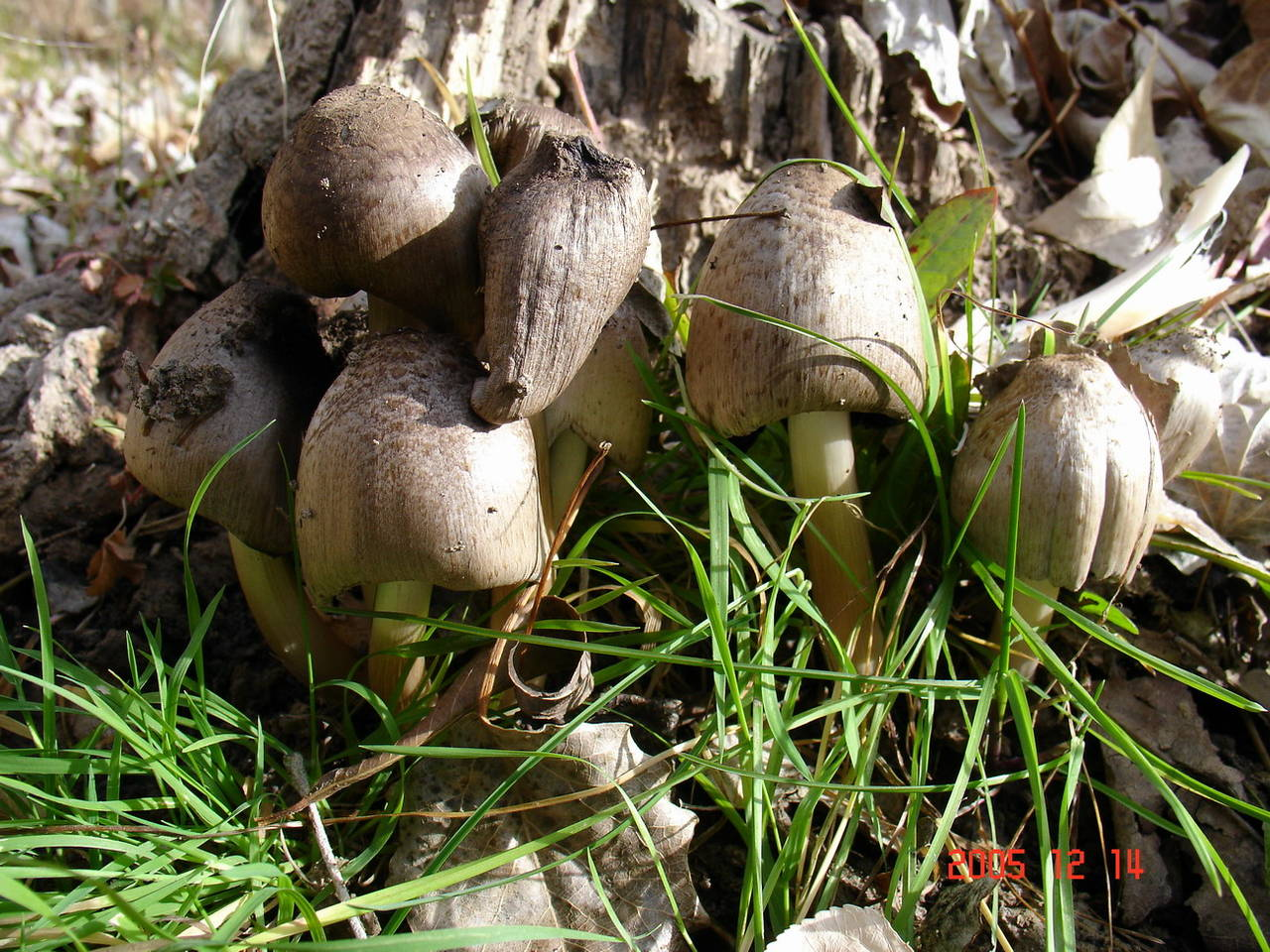
Coprinopsis romagnesiana
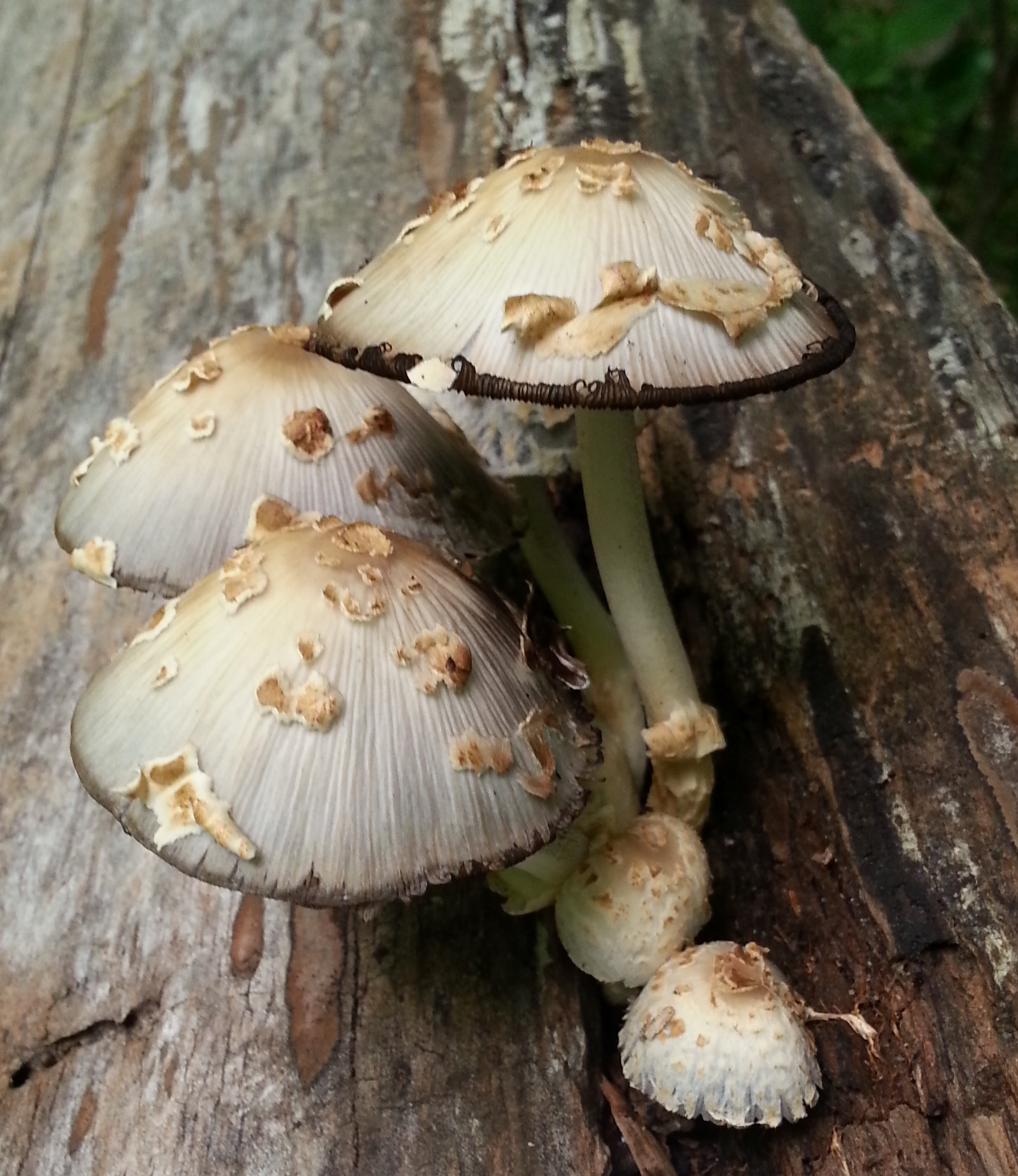
Coprinopsis variegata
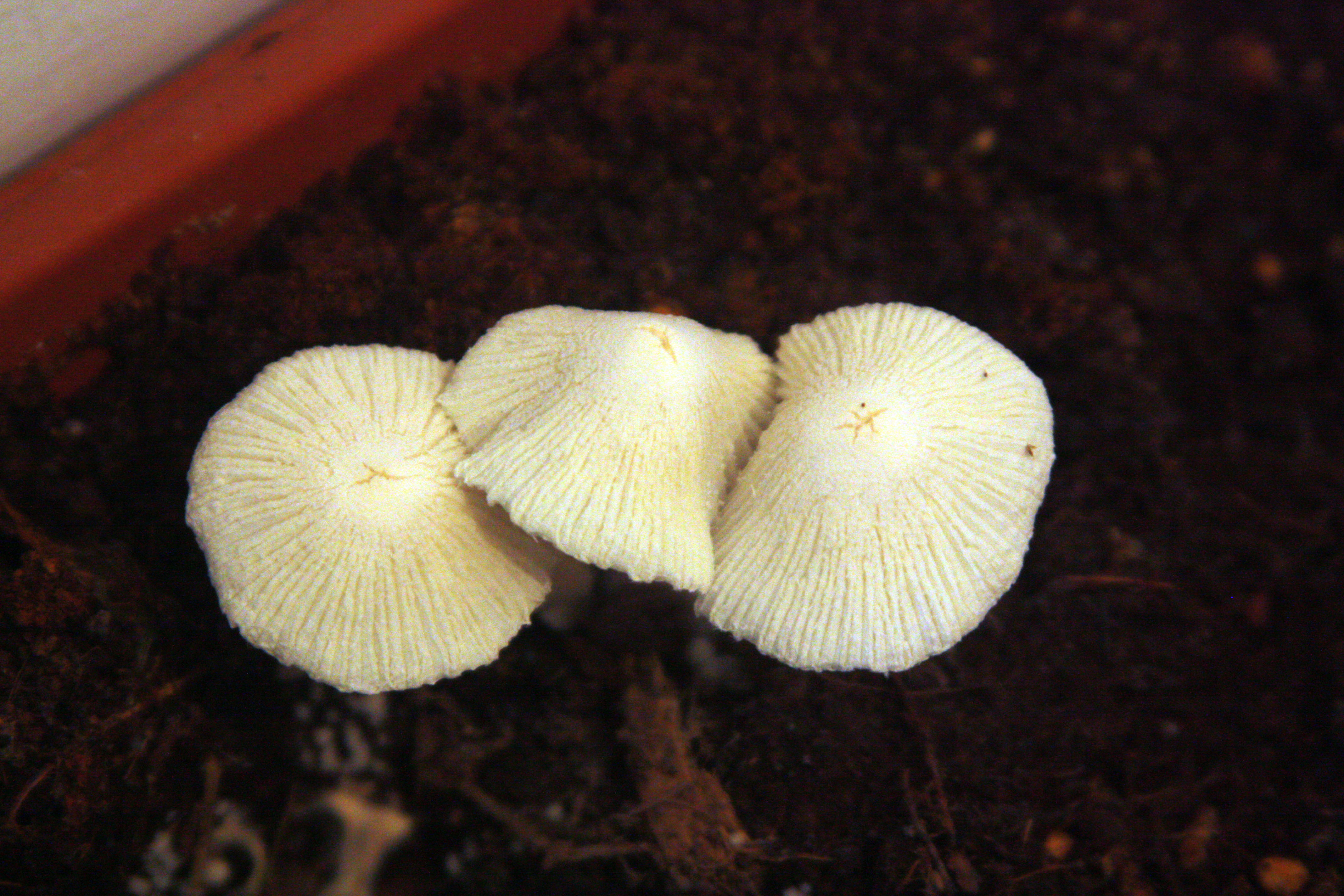
Parasola plicatilis

## Valorificare
Băleguțele, fără miros sau gust specific, nu sunt otrăvitoare, dar absolut necomestibile, cauzat caracteristicilor cărnii și a faptului, că nu sunt defel potrivit pentru transport. Mai departe, locul dezvoltării este dezgustător.